# Mnoho povyku pro nic (film, 1993)
Mnoho povyku pro nic (v anglickém originále Much Ado About Nothing) je britsko-americká filmová komedie z roku 1993. Režisérem filmu je Kenneth Branagh. Hlavní role ve filmu ztvárnili Kenneth Branagh, Emma Thompson, Robert Sean Leonard, Kate Beckinsale a Denzel Washington.

## Ocenění
Film byl nominován na Zlatý glóbus v kategorii nejlepší film - komedie/muzikál. Byl také nominován na cenu BAFTA v kategorii nejlepší kostýmy.

## Obsazení
| Kenneth Branagh     | Benedick  |
| Emma Thompson       | Beatrice  |
| Robert Sean Leonard | Claudio   |
| Kate Beckinsale     | Hero      |
| Denzel Washington   | Don Pedro |
| Keanu Reeves        | Don John  |
| Richard Briers      | Leonato   |
| Michael Keaton      | Dogberry  |
| Gerard Horan        | Borachio  |
| Imelda Staunton     | Margaret  |